# アキリ・マクダウェル
アキリ・マクダウェル（Akili McDowell、2002年12月30日～）はアメリカ合衆国の俳優。

## 経歴
2002年12月30日に、カリフォルニア州サンフランシスコにて誕生し、2013年頃から俳優として活動する。
2019年よりオプラ・ウィンフリー・ネットワーク（OWN）で放送が開始されたドラマ、デイヴィッド・メイクス・マンで主演の天才児デイビッドを務め、有名になった。
2024年7月20日にテキサス州ヒューストンにある集合住宅の駐車場で男性を射殺し、8月1日に殺人容疑で逮捕・起訴された。

## 出演作品

### 映画
- Red Pearl（2015年） - オビ
- クリミナル・ミッション（英語版）（2015年）

### ドラマ
- It's Not About Me（2013年） - ロドニー
- アストロノート・ワイブス・クラブ（英語版）（2015年）
- Chase the Lion（2018年） - 若い頃のジョージ・ワシントン・カーバー
- Athan & Sarah（2018年） - Athan
- ビリオンズ（2020年）
- I Am Athlete（2021年）
- デイヴィッド・メイクス・マン（英語版）（2019年～2021年） - デイビッド
- The Waterboyz（2024年） - ドリュー